# باكي بارنز (عالم مارفل السينمائي)
جيمس بيوكانان "باكي" بارنز هو شخصية خيالية جسّدها سيباستيان ستان في عالم مارفل السينمائي (MCU)، وهي مستندة إلى شخصية قصص مارفل المصورة التي تحمل الاسم نفسه. بارنز هو صديق الطفولة المقرّب لـستيف روجرز ويخدم إلى جانبه في فرقة "هاولينغ كوماندوز" خلال الحرب العالمية الثانية. يبدو أن بارنز قُتل أثناء القتال، لكنه في الحقيقة أُسِر على يد عناصر من منظمة هايدرا داخل الاتحاد السوفيتي. غًسل دماغه وحُوّل إلى جندي خارق بذراع معدنية يُعرف باسم جندي الشتاء. في سعيها للسيطرة على العالم، تستخدم هايدرا بارنز المبرمج كقاتل مأجور طوال القرن العشرين.
يدخل بارنز في صراع مع روجرز وحلفائه خلال انتفاضة هايدرا، ويتمكّن في النهاية من استعادة بعض السيطرة على نفسه. مع ذلك، يتمكّن هيلموت زيمو لاحقًا من السيطرة على بارنز لتدمير فريق المنتقمين. هذا الصراع، إلى جانب الانقسام الداخلي حول اتفاقيات سوكوفيا، يؤدي إلى تفكك فريق المنتقمين، ويُجبر روجرز على إخفاء بارنز في واكاندا، حيث تتمكّن شوري في النهاية من علاجه من برمجته، ويُمنح اسمًا رمزيًا جديدًا هو الذئب الأبيض.
يساعد بارنز فريق المنتقمين في الصراع ضد ثانوس، ويسقط ضحية لحدث "الاختفاء" (The Blip). بعد أن يُستعاد إلى الحياة، ينضم إلى المعركة النهائية المنتصرة ضد نسخة بديلة من ثانوس. بعد تقاعد روجرز، يحصل بارنز على عفو من الحكومة الأمريكية ويسعى للتكفير عن ماضيه القاتل. ينضم إلى سام ويلسون لهزيمة جماعة "مُحطّمي الأعلام" المؤيدين للاختفاء، ويجد السلام مع ويلسون. لاحقًا، يُنتخب بارنز لعضوية مجلس النواب الأمريكي، وينضم إلى فريق المنتقمين الجدد.
اعتبارًا من عام 2025، ظهر بارنز في تسعة أفلام من عالم مارفل السينمائي، بالإضافة إلى دوره الرئيسي في مسلسل الفالكون وجندي الشتاء (2021). حظي أداء ستان للشخصية بإشادة إيجابية ويُعد بارنز الشخصية الوحيدة التي ظهرت في جميع أفلام كابتن أمريكا الأربعة. نسخ بديلة من بارنز من داخل أكوان عالم مارفل السينمائي المتعددة ظهرت في مسلسل الرسوم المتحركة ماذا لو...؟ (2021–2024).